# 崔孝心
崔孝心（1993年12月5日—），朝鲜女子举重运动员，2013年世界大运会女子58公斤级银牌得主、2016年夏季奥运会女子63公斤级银牌得主、2019年世界举重锦标赛女子59公斤级银牌得主。